# در دیر مغان آمد یارم قدحی در دست
غزلی با مطلع «در دیر مغان آمد یارم قدحی در دست»، غزل شمارهٔ ۲۷ از دیوانِ حافظ در تصحیحِ محمد قزوینی و قاسم غنی است.

## در اجراها
اکبر گلپایگانی در برنامهٔ شمارهٔ ۴۵۰ از مجموعهٔ گل‌های رنگارنگ و برنامهٔ شمارهٔ ۱۰۷ از مجموعهٔ یک شاخهٔ گل این غزل را در آوازِ بیات اصفهان اجرا کرده است.